# Paedocypris micromegethes
Paedocypris micromegethes – gatunek słodkowodnej ryby  z rodziny karpiowatych (Cyprinidae), zaliczany do najmniejszych kręgowców świata. Dorosłe osobniki osiągają długość 9,6–11,6 mm. Epitet gatunkowy micromegethes pochodzi z greki i oznacza małego rozmiaru.

## Występowanie
Wolno płynące, zacienione strumienie w lasach Malezji.